# Thorrenc
Thorrenc település Franciaországban, Ardèche megyében. Lakosainak száma 322 fő (2022. január 1.). Thorrenc Saint-Cyr, Saint-Étienne-de-Valoux, Talencieux és Vernosc-lès-Annonay községekkel határos.

## Népesség
A település népessége az elmúlt években az alábbi módon változott:
| Lakosok száma | 103  | 97   | 152  | 230  | 233  | 235  | 233  | 239  | 255  | 322  |
|               | 1968 | 1982 | 1990 | 2006 | 2013 | 2015 | 2017 | 2019 | 2020 | 2022 |